# Quintette à cordes de Glazounov
Pour les articles homonymes, voir Quintette à cordes (homonymie).
Le Quintette à cordes en la majeur, op. 39 G 84, est un quintette pour deux violons, alto et deux violoncelles d'Alexandre Glazounov. Composé en 1892, il est dédié à la Société impériale de musique de chambre de Saint-Pétersbourg.

## Contexte et création
Alexandre Glazounov compose le Quintette en la majeur en 1892, après s'être détaché, au début des années 1890, des membres du Groupe des Cinq et de s'être rapproché de Piotr Ilitch Tchaïkovski. Le Quintette à cordes est semblable à l'instrumentarium de celui Franz Schubert. Le compositeur dédie l'œuvre à la Société impériale de musique de chambre de Saint-Pétersbourg.

## Structure
1. Allegro initial en la majeur.
2. Scherzo (allegro moderato)
3. Andante
4. Finale – Allegro moderato

La durée d'exécution est d'environ vingt-neuf minutes.

## Analyse
L'œuvre a quelques parentés tonales avec le Souvenir de Florence de Piotr Ilitch Tchaïkovski. Pour Pierre-Émile Barbier, l'œuvre paraît « plus préoccupée d'instaurer un climat lyrique au romantisme tendu et nostalgique que de se faire admirer dès l'abord par sa pureté de style ».

### Allegro initial
Le climat est d'abord instauré par l'alto, où les cordes graves sont principales.

### Scherzo
Le deuxième mouvement fait un fort contraste avec le précédent mouvement par son brio et la présence renforcée des deux violons qui mènent la musique. Le trio offre un chant qui se rajoute aux contrastes successifs par sa position centrale.

### Andante
Le deuxième violoncelle entame une cantilène qui se dramatise par des accords aux autres instruments et un développement tchaïkovskien du thème.

### Finale – Allegro moderato
Le Finale quitte le climat dramatique instauré précédemment pour se développer en toute sérénité dans une succession d'épisodes d'envergures. Le Più tranquillo laisse le temps à Glazounov de présenter un contrepoint riche lors du développement des deux principaux thèmes qui précède la coda.